# MachiaVillain
MachiaVillain — компьютерная игра, разработчиком является студия Wild Factor, издателем — компания Good Shepherd Entertainment. Жанр игры — RTS, игра вышла на платформах Microsoft Windows, macOS. Выход игры состоялся 16 мая 2018 года.

## Об игре
В игре игрок играет за молодого злого злодея, который только начал свою карьеру, в начале игры он начинает работать на Лигу коварных злодеев, от которых получает небольшой участок земли и приказ построить на участке земли дом, присматривать (кормить и обеспечить жильём и другими вещами) монстров, которых подарила лига, а также лишать жизни невинных людей, которых злодей должен заманить в свой дом.
По мере прохождения игры игрок будет получать от них новые задания, а именно (убить все и больше людей, нанимать новых монстров, и строить новые здания.
В игре игрок управляет группой монстров (таких как психопат, скелет, зомби, оборотень, вампир, тыквоголовый и так далее). Каждый монстр имеет свои недостатки и свои преимущества: мумия умеют очень хорошо добывать камень, быстро убирать кровь убитых людей и быстро писать пригласительные письма, которыми нужно привлекать (в дом злодея) доверчивых людей, психопат добывает камень быстрее некоторых монстров и отлично умеет готовить, заряжать ловушки быстрее некоторых монстров, скелет умеет очень быстро строить задания и относить предметы на склад быстрее некоторых монстров. Каждый монстр ест разные органы людей: мумия есть мясо, психопат ест мозги, скелет ест кости и так далее.
Чем больше монстры будут заниматься своими обязанностями, тем быстрее они улучшат свои навыки к примеру, если только нанятый психопат добывает камень с средней скоростью, то много занимаешься этим делом, он улучшит свой навык до хорошо (скорость добычи увеличится), а если и дальше будет добывать камень, то скорость будет отлично (очень быстрая). Когда монстры наберут опыт, игрок сможет выбрать им боевые навыки — к примеру, психопат может выбирать (что-то одно): либо отобрать у врага оружие, либо откусить ухо (у врага начнётся кровотечение, и он будет терять жизни), мумия может выучить навык обездвиживания врага (на короткое время) или проклясть врага (тогда урон, который наносить врагу, увеличивается).
При повышении уровня можно увеличить умения монстру (сила, выносливость, ловкость, разум). Игрок не может управлять своими монстрами напрямую, а лишь выставлять приоритеты, что монстр должен делать (уборку дома от крови, строительство, добычу ресурсов или исследования, и так далее) и отмечать на карте места (метки могут быть такими: здесь убрать кровь, здесь добывать камень, дерево и так далее), и монстр сам будет выбирать, что ему делать. Ещё игрок может включать боевой режим, с помощью которого он может управлять монстрами, но в этом режиме (они бросают все свои обязанности) и могут только атаковать, либо наивных людей (которые получили пригласительные письма) или врагов, которые хотят убить монстров игрока. Монстры могут быть вооружены оружием и целительным зельем.

## Комнаты
В игре игроку нужно строить комнаты в своём доме, каждая комната по-своему помогает злодею и монстрам, какие живут там.
- Комната жертв — когда монстр написал пригласительное письмо и отправил его по почте (в письме написано, что жертва выиграла дорого сервиз посуды или билет на круизный лайнер, который будет катать по всему миру, но чтобы получить этот приз, вам надо зайти в дом), со временем люди придут в дом злодея искать свои призы; чтобы монстры смогли легко убивать людей, комнату жертв нужно обустроить лампами, свет которых делает комнату безопасной и телевизорами/книжные шкафы/игровыми автоматами, с их помощью людей можно отвлечь (будут пользоваться этими предметами) и не заметят, как опасность будет приближаться.
- Кабинет — здесь находится хранилище, куда монстры приносят золото, дерево, камень. Здесь находится письменный стол для создания пригласительных писем для людей (со временем можно построить будет печатный пресс, который поможет быстрее делать письма).
- Кухня — здесь хранятся органы (мозги, кровь, мясо, кости) убитых людей, со временем здесь можно будет построить коптильную, с помощью которой можно готовить жаренные (мозги, кровь, мясо, кости), делать это надо потому, что сырые людские органы через некоторые время гниют и монстры их не будут есть, а торговцы не покупают такой товар. Чтобы у монстров было хорошее настроение, здесь нужно построить стол и стулья, какими монстры будут пользоваться (если это не сделать, монстры будут есть еду с пола).
- Фабрика — здесь можно хранить камень и дерево, со временем здесь можно построить станки, с помощью которых можно делать из дерева доски, а из камня — строительные камни.
- Спальня — место, где монстры спят; чтобы настроение у монстров было отличное, нужно обустроить комнату (свечами, аквариумами с пираньями, клетками с летучими мышами), и другими вещами. Также желательно селить в комнате одинаковых монстров (2 мумии вместе или скелета 2 вместе), иначе у монстров будет плохое настроение.
- Лаборатория — в этой комнате можно проводить исследование, если коптить еду (даёт возможность готовить все органы людей, которые есть на кухне), исследование новой мебели для жертв (можно будет построить игровые автоматы, джакузи, автомат с едой), эти вещи помогут ещё сильнее уменьшить бдительность людей, которые пришли в дом злодея. На печатном станке монстры будут быстрее создавать пригласительные письма. Исследование демонической кирки даёт возможность монстрам быстрее добывать камень, метла демона — с её помощью кровь убитых людей не стирается с земли, а собирается для того, чтобы её принести на кухню. В игре есть ещё много других исследований.

## Торговцы
В игре к злодею периодически приезжают торговцы, которые продают или покупают органы людей или монстров. Также есть торговцы, которые продают оружие (которым можно вооружить монстров) или ресурсы (с помощью которых можно строить здания).
- Гробовщик — который работает на кладбище и выкапывает трупы для продажи. Сами же трупы нужны игроку, потому что в них есть органы людей.
- Владелец бара — открыл свой бар острые клыки, его клиенты — вампиры, хипстеры хотят крови, и поэтому он покупает копчёную кровь для них.
- Водитель синего фургончика — он же и повар — покупает органы людей для себя, продаёт зелья, которые могут увеличивать стойкость монстров, продаёт целебные зелья, грибы, которые повышают лояльность монстра (но вызывают рвоту), продаёт человека-ботана, из которого можно получить органы.
- Владелец бродячего цирка — старый и одноглазый торговец продаёт и покупает монстров для своего циркового шоу.

## Ловушки и другие предметы
В игре игрок может построить в своём доме ловушки, которые помогут ему лишать жизни невинных жертв, какие пришли в его дом, а также врагов, которые пытаются убить монстров, принадлежащих злодею. Ещё игрок может построить вещи (свечи, аквариумы с пираньями, клетки с летучими мышами и другие), которые помогут улучшить имидж злодея и сделают обитателей дома (монстров) счастливыми.
В игре есть такие ловушки (которые можно построить только в доме) для людей: стена из паутины (в неё может влипнуть человек, а после этого монстры могут легко убить человека), вращающаяся дверь (если человек к ней попадёт, то его перекинут в другую комнату, где могут быть монстры или телевизор/игровой автомат в любом случае человека проще убить, вращающаяся дверь для девственников привлекает только девственников и работает так же, как предыдущая деверь.
По мере прохождения игры игрок сможет строить вышки наблюдение (с помощью которой можно увидеть, откуда идут приглашённые письмами люди или враги), их можно установить на дорогах, которые ведут к дому злодея, а если играть дальше, то игрок сможет построить улучшенную вышку, с помощью которой он сможет определить, кто из людей, которые пришли в дом злодея, девственник (когда приходит несколько людей, то за убийства девственника в последнюю очередь дают много злобия (валюта, которая нужна для найма монстров и чтобы увеличить количество монстров, какими может владеть злодей).

## Разработка
11 февраля 2016 года проект игры появился на сайте Kickstarter, где разработчики начали кампанию по привлечению средств для создания игры их целью было собрать 23 тысячи долларов, 11 марта 2016 года кампания закончилась успехом, проект был профинансирован на сумму 24 тысячи долларов, это сделало 553 человек.
После успешного завершения собрания средств разработчики начали создавать игру. В марте 2017 года разработчики объявили, что издателем игры будет Good Shepherd Entertainment и что игра выйдет осенью 2017 года, но в эту дату игра не вышла, позже разработчики сказали, что игра выйдет в 2018 году. В мае 2018 года создателями игры была названа точная дата выхода игры 16 мая 2018 года. Игра была выпущена в эту дату.